# Milan Ohnisko
Milan Ohnisko (Brno, 16 de juliol 1965) és un poeta i editor txec. Després de deixar dos instituts abans de graduar-se en algun d'ells va treballar en moltes professions de caràcter manual. Ell també va tenir la seva pròpia editorial i llibreria. Actualment treballa com a editor independent.
La poesia d'Ohnisko és una mescla de tècnica naïf que utilitza joc de paraules amb un alt contingut d'humor racional, i sentit neodecandent de la tragèdia i quixotisme d'una lluita externa contra comercialisme. Sovint empra i combina l'estil naïf, ironia, humor i l'absurd.

## Obra
- Obejmi démona! (2001)
- Vepřo knedlo zlo aneb Uršulinovi dnové (2003)
- Milancolia (2005)
- Býkárna (+ Ivan Wernisch i Michal Šanda) (2006)
- Love! (2007)